# Bois-Anzeray
Bois-Anzeray ist eine französische Gemeinde mit 186 Einwohnern (Stand: 1. Januar 2022) im Département Eure in der Region Normandie; sie gehört zum Arrondissement Bernay und zum Kanton Breteuil. 

## Geographie
Bois-Anzeray liegt etwa 25 Kilometer südsüdöstlich von Bernay im Pays d’Ouche. Umgeben wird Bois-Anzeray von den Nachbargemeinden Mesnil-en-Ouche im Norden und Nordwesten, La Vieille-Lyre im Osten, Bois-Normand-près-Lyre im Süden, Chambord im Südwesten sowie La Haye-Saint-Sylvestre im Westen und Südwesten.

## Bevölkerungsentwicklung
| Jahr                       | 1962 | 1968 | 1975 | 1982 | 1990 | 1999 | 2006 | 2013 |
| Einwohner                  | 151  | 145  | 153  | 133  | 148  | 156  | 155  | 175  |
| Quellen: Cassini und INSEE |      |      |      |      |      |      |      |      |

## Sehenswürdigkeiten
- Kapelle Saint-Denis aus dem 12. Jahrhundert in Marnière
- Schloss Cernay aus dem 18. Jahrhundert